# August Schiøtt (fabrikant)
 Der er flere personer med dette navn, se August Schiøtt (maler).
August Schiøtt (født 1834 på Rugård, død 20. december 1863) var en dansk ingeniør og fabrikant.
Schiøtt var jysk godsejersøn, søn af kammerråd Mads Johan Buch Schiøtt, som var født på Aunsbjerg ved Viborg 1800 og ejede Rugaard ved Ebeltoft 1835-56. Faderen døde i Gentofte som justitsråd 1866. 
Aug. Schiøtt var uddannet cand.polyt. Den 10. oktober 1863 grundlagde han på Christianshavn fajancefabrikken Aluminia og ansatte William Edwards som daglig leder. Schiøtt døde dog allerede to måneder senere, og fabrikken blev drevet videre af ritmester Carl Eduard von Beck, der var gift med Schiøtts søster, og fra 1868 af Philip Schou.